# Noam Sheriff
Pour les articles homonymes, voir Sheriff (homonymie).
 (août 2018).
Si vous disposez d'ouvrages ou d'articles de référence ou si vous connaissez des sites web de qualité traitant du thème abordé ici, merci de compléter l'article en donnant les références utiles à sa vérifiabilité et en les liant à la section « Notes et références ».
Noam Sheriff, né à Tel-Aviv le 7 janvier 1935 et mort le 25 août 2018 à Netanya, est un chef d'orchestre et compositeur israélien.

## Biographie
Noam Sheriff a étudié la composition et la direction d'orchestre à Tel-Aviv (Paul Ben-Haim), à Berlin (Boris Blacher) et à Salzbourg (Igor Markevitch) et la philosophie à l'université de Jérusalem. Depuis la création de son œuvre Festival Prélude par l'Orchestre philharmonique d'Israël sous la direction de Leonard Bernstein lors de l'inauguration de l'auditorium Mann à Tel-Aviv en 1957, ses œuvres sont régulièrement jouées en Israël et dans le monde.
Sa musique représente une synthèse originale entre Orient et Occident, entre les éléments musicaux des pays méditerranéens antiques et la culture musicale occidentale. Parmi ses œuvres les plus significatives, on peut mentionner les trois grandes œuvres vocales qui forment une trilogie:
- Mechaye Hamethim ("Renaissance des morts") créé en 1987 à Amsterdam par l'Orchestre philharmonique d'Israël s'inspirant de la musique traditionnelle Est-Européenne juive et de thèmes orientaux juifs antiques des Samaritains. Cette œuvre a été interprétée par l'Orchestre philharmonique d'Israël dirigé par Zubin Mehta lors des célébrations du 50e anniversaire de l'indépendance d'Israël au mémorial de Yad Vashem à Jérusalem.
- Sephardic Passion créé en 1992 à Tolède (Espagne) par l'Orchestre philharmonique d'Israël, avec Zubin Mehta et Placido Domingo, basé sur la musique du "Sephardic Jewry"
- Psalms of Jerusalem, créé en 1995 à Jérusalem lors de l'ouverture des festivités célébrant les 3000 ans de la ville, avec quatre chœurs répartis autour de la salle chantant en hébreu et en latin.

Son œuvre vocale la plus récente, Genesis, est une commande de l'Orchestre philharmonique d'Israël qui l'a créée, avec le maestro Zubin Mehta au pupitre, lors des concerts donnés pour fêter le 50e anniversaire de l'indépendance d'Israël. 
Noam Sheriff dirige régulièrement ses œuvres et celles d'autres compositeurs à travers le monde. De 1989 à 1995, il a été directeur musical de l'orchestre symphonique Rishon Le-Zion d'Israël qui a connu, sous sa direction, un succès sans précédent dans l'histoire musicale israélienne.
À partir de 1963, Noam Sheriff est également professeur de composition et de direction d'orchestre. Il a enseigné à l'Université de Jérusalem, de Tel Aviv, à la Musikhochschule de Cologne et au Mozarteum de Salzbourg.
À partir de 1990, Noam Sheriff est professeur à l'Académie musicale Rubin de l'université de Tel-Aviv dont il a été aussi directeur entre 1998 et 2000.
À partir de janvier 2002, Noam Sheriff est directeur musical de l'Orchestre de chambre d'Israël. En avril 2004, il a été nommé directeur musical du New Haïfa Symphonic Orchestra.
En 2003, Noam Sheriff s'est vu décerner le Prix Emet, la plus haute distinction d'Israël.